# Taillebourg (Lot y Garona)
 Taillebourg  es una población y comuna francesa, en la región de Aquitania, departamento de Lot y Garona, en el distrito de Marmande y cantón de Marmande-Est.

## Demografía
| 188 | 176 | 138 | 115 | 104 | 92 |
| Para los censos de 1962 a 1999 la población legal corresponde a la población sin duplicidades (Fuente: INSEE [Consultar]) |     |     |     |     |    |